# Camaxilo flygplats
Camaxilo flygplats är en flygplats i Angola.   Den ligger i provinsen Lunda Norte, i den norra delen av landet, 600 kilometer öster om huvudstaden Luanda. Camaxilo flygplats ligger 1 190 meter över havet.
Terrängen runt Camaxilo flygplats är platt. Runt Camaxilo flygplats är det mycket glesbefolkat, med 4 invånare per kvadratkilometer..
I omgivningarna runt Camaxilo flygplats växer huvudsakligen savannskog.